# Percey-le-Grand
Percey-le-Grand település Franciaországban, Haute-Saône megyében. Lakosainak száma 78 fő (2022. január 1.). Percey-le-Grand Champlitte, Orain, Chaume-et-Courchamp, Saint-Maurice-sur-Vingeanne és Cusey községekkel határos.

## Népesség
A település népességének változása:
| Lakosok száma | 91   | 93   | 89   | 83   | 78   | 76   | 74   | 71   | 78   |
|               | 2013 | 2015 | 2016 | 2017 | 2018 | 2019 | 2020 | 2021 | 2022 |